# Oumar Solet
Oumar Solet  (Melun, 7 februari 2000) is een Frans voetballer, die doorgaans speelt als centrale verdediger. In juli 2020 werd hij door Red Bull Salzburg overgenomen van Olympique Lyon.

## Clubcarrière
Solet begon zijn voetballoopbaan bij de jeugd van FC Dammarie-les-Lys, US Créteil-Lusitanos en US Villejuif. In 2015 vervoegde hij de jeugd van Stade Laval waar hij in het seizoen 2017/18 de overstap naar het eerste elftal maakte. Tot januari 2018 speelde hij 12 wedstrijden in de Championnat National. Vanaf januari 2018 werd hij voor het resterende gedeelte van het seizoen verhuurd aan Olympique Lyon met een optie tot aankoop. Deze optie werd gelicht en vanaf het seizoen 2018/19 werd hij definitief toegevoegd aan de selectie van Lyon. Op 16 januari 2019 mocht hij van coach Bruno Génésio zijn debuut maken in de Ligue 1. In de uitwedstrijd tegen Toulouse FC mocht hij de wedstrijd starten en werd een half uur voor tijd vervangen door Tanguy Ndombele. In juli 2020 tekende hij bij Red Bull Salzburg.

## Clubstatistieken
| Seizoen | Club              | Competitie           | Competitie | Competitie | Beker | Beker | Internationaal | Internationaal | Totaal | Totaal |
| Seizoen | Club              | Competitie           | Wed.       | Dlp.       | Wed.  | Dlp.  | Wed.           | Dlp.           | Wed.   | Dlp.   |
| ------- | ----------------- | -------------------- | ---------- | ---------- | ----- | ----- | -------------- | -------------- | ------ | ------ |
| 2017/18 | Stade Laval       | Championnat National | 12         | 0          | 1     | 0     | —              | —              | 1      | 0      |
| 2017/18 | Olympique Lyon    | Ligue 1              | 0          | 0          | —     | —     | —              | —              | 0      | 0      |
| 2018/19 | Olympique Lyon    | Ligue 1              | 1          | 0          | 2     | 0     | —              | —              | 2      | 0      |
| 2019/20 | Olympique Lyon    | Ligue 1              | 1          | 0          | —     | —     | —              | —              | —      | —      |
| 2020/21 | Red Bull Salzburg | Bundesliga           | 0          | 0          | 0     | 0     | 0              | 0              | 0      | 0      |
| Totaal  | Totaal            | Totaal               | 14         | 0          | 3     | 0     | 0              | 0              | 14     | 3      |

Bijgewerkt op 26 augustus 2020.

## Interlandcarrière
Solet doorliep verschillende Franse jeugdploegen.
1 Blaswich  ·
3 Terzić ·
4 Blank ·
5 Okoh ·
6 S. Baidoo ·
7 Capaldo ·
8 Bajcetic ·
10 Clark ·
11 Fernando ·
14 Kjærgaard ·
15 Diambou ·
16 Kawamura ·
18 Bidstrup ·
19 Konaté ·
20 E. Baidoo ·
21 Ratkov ·
23 Gadou ·
24 Schlager ·
27 Gourna-Douath ·
28 Daghim ·
29 Guindo ·
30 Gloukh ·
36 Mellberg ·
39 Morgalla ·
45 Nene ·
49 Yeo ·
55 Wallner ·
70 Dedić ·
81 Diakité ·
91 Piątkowski ·
Coach: Letsch